# 瓦莱里圣母圣殿
瓦莱里圣母圣殿（法語：Basilique de Valère），又名瓦莱里城堡（法語：Château de Valère），是一座设防的罗马天主教宗座圣殿，位于瑞士瓦莱州锡永。位于陶鲁比永城堡对面的山上。已入列瑞士国家和区域重要文化财产名录。

## 历史

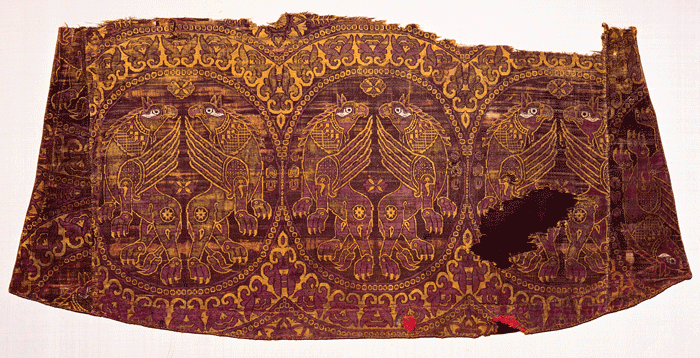

瓦莱里城堡位于海拔615米的瓦莱里山上，支配着瑞士瓦莱州的锡永镇。城堡的教堂位于山顶，而设防的村庄及其城墙则围绕着它。瓦莱山的地形非常不平坦，只有从东北方向才能进入城堡。

## 外部連結
- Picture of the organ （页面存档备份，存于）